# Muzyka ulicy muzyka dla mas vol. 2
Muzyka ulicy muzyka dla mas vol. 2 – album muzyczny zawierający utwory różnych polskich wykonawców, wydany przez Olifant Records, jako drugi w ramach serii zatytułowanej „Muzyka ulicy muzyka dla mas”. Zawiera wybrane utwory różnych zespołów zawarte na wydawanych albumach z określonego okresu czasu oraz przede wszystkim kompozycje niepublikowane i nagrania unikatowe. Pod względem prezentowanej twórczości są to utwory z różnych nurtów muzycznych, z dominacją gatunku punk rock, w tym w szczególności street punk/oi!, ale także ska.

## Historia i muzyka
Pierwszy album z serii „Muzyka ulicy muzyka dla mas” wydany został w 2004 r. pod tytułem „Muzyka ulicy muzyka dla mas vol. 1”. W dwa lata po nim, w 2006 r., wydano drugi album w serii pod tytułem „Muzyka ulicy muzyka dla mas vol. 2”. Zawierał przede wszystkim niepublikowane dotąd utwory lub nagrania unikatowe oraz utwory zawarte na wydawanych albumach z określonego okresu czasu. Pośród uwzględnionych gatunków muzycznych dominował  punk rock ze szczególnym naciskiem na street punk/oi!, ale także ska. Kolejne wydania o identycznej idei przewodniej nastąpiły 2014 r. (Muzyka ulicy muzyka dla mas vol. 3) i 2016 r. (Muzyka ulicy muzyka dla mas vol. 4).

## Album i wykonawcy
Jest to album kompilacyjny, w którym zamieszczono utwory różnych wykonawców. Całość nagrań została udostępniona na jednej płycie kompaktowej. Wszyscy wykonawcy, których utwory zamieszczono w albumie, to zespoły polskie. W albumie zamieszczono 22 utwory muzyczne. Czas trwania nagrań wynosi 1 godzina i 3 minuty. Album ma przypisany w ramach katalogu wydawnictwa identyfikator Olifant Records 014 / OR 014. Zamieszczony został w standardowym pudełku plastikowym typu Jewel Case. Wyprodukowany został przez Alternati Projekt (identyfikator: ALT 1188), a tłoczenie płyt wykonał GM Records. Pomysł, projekt i wykonanie okładki jest dziełem Radosława Augustynów, posługującego się także pseudonimami artystycznymi Bandzior, Radek oraz Radosław "Bandzior" Augustynów. Pozostałe identyfikatory i etykiety przypisane do albumu: Matrix / Runout: ALT 1188 MUZYKA ULICY MUZYKA DLA MAS VOL.2; Mastering SID Code: IFPI LT57; Mould SID Code: IFPI Z929.
W albumie zaprezentowano utwory następujących wykonawców: All Bandits, Awantura, Awaria, Bachor, Contra Boys, Game Over, Kastracja, Lumpex 75, Po Prostu, Ramzes & The Hooligans, Rezystencja, Ring, Skambomambo, Skunx, Sztorm 68, The Gits, The Junkers, The Trinkers, Werwolf 77, Wróg Publiczny, Zadruga, Zbeer.

## Utwory
| Lp | Wykonawca              | Tytuł                 | Czas |
| -- | ---------------------- | --------------------- | ---- |
| 1  | The Gits               | Muzyka Dla Elity!     | 4:24 |
| 2  | Sztorm 68              | Ten Kraj Jest Nasz!   | 4:05 |
| 3  | Rezystencja            | Wybory 2005           | 3:18 |
| 4  | Awantura               | Zasady Życia          | 3:04 |
| 5  | All Bandits            | Dzieci Ulicy          | 2:41 |
| 6  | Game Over              | Mecz                  | 2:01 |
| 7  | Contra Boys            | Respekt I Honor       | 3:09 |
| 8  | Zbeer                  | Dzień I Noc           | 2:50 |
| 9  | The Junkers            | Zjednoczeni I Silni   | 3:04 |
| 10 | Ring                   | Moja Nienawiść        | 2:59 |
| 11 | Wróg Publiczny         | Belfast               | 3:48 |
| 12 | Zadruga                | Goreją Wici           | 3:41 |
| 13 | Lumpex 75              | Jak Pies              | 1:29 |
| 14 | Werwolf 77             | Tandeta W Modzie      | 2:32 |
| 15 | Ramzes & The Hooligans | Skok Na Kiosk         | 2:12 |
| 16 | Po Prostu              | Napierdalam Dyskomana | 1:17 |
| 17 | Awaria                 | Pierwszy Raz          | 2:04 |
| 18 | Bachor                 | Przemoc               | 2:50 |
| 19 | Skunx                  | Skinhead              | 2:51 |
| 20 | The Trinkers           | Nasze Orły            | 2:21 |
| 21 | Kastracja              | Musisz Walczyć        | 3:17 |
| 22 | Skambomambo            | Made In Pol-SKA       | 3:25 |